# 迈克尔·乌马尼亚
迈克尔·乌马尼亚（西班牙語：Michael Umaña，1982年7月16日—），哥斯达黎加男子足球运动员，司职后卫。他曾代表哥斯达黎加参加2006年和2014年国际足联世界杯。他也曾参加2004年夏季奥林匹克运动会。